# 细肢泽蟹
细肢泽蟹（学名：Geothelphusa gracilipes）为溪蟹科泽蟹属的动物。分布于台湾岛等地，一般生活于溪流石块下。